# Italdesign Giugiaro Parcour
La Giugiaro Parcour è una concept car realizzata dalla Italdesign Giugiaro e presentata in anteprima mondiale durante il Salone di Ginevra 2013.

## Profilo
Questa concept car è stata realizzata nell'anno del quarantacinquesimo anniversario dell'azienda di Giorgetto Giugiaro e Fabrizio Giugiaro: si tratta di un prototipo prodotto in un unico esemplare, cui si aggiungono due modelli statici. La particolarità della Parcour sta nel suo corpo vettura, una sorta di incrocio tra una moderna berlinetta GT ad alte prestazioni ed un SUV. Mentre dalla prima riprende la carrozzeria bassa e profilata, dal secondo eredita invece l'elevata altezza da terra che le permette di affrontare anche terreni più impervi, al contrario di quanto accadrebbe invece con una sportiva pura e semplice, pur preservando le prestazioni elevate di una granturismo.

## Nome
Il nome Parcour deriva dalla quasi omonima disciplina sportiva metropolitana che prevede l'adattamento del corpo umano alle condizioni ambientali circostanti. Ed infatti ecco che proprio per queste sue caratteristiche, la Parcour si presta sia ai viaggi confortevoli, sia ai percorsi off-road, sia ancora alla guida sportiva vera e propria.

## Caratteristiche

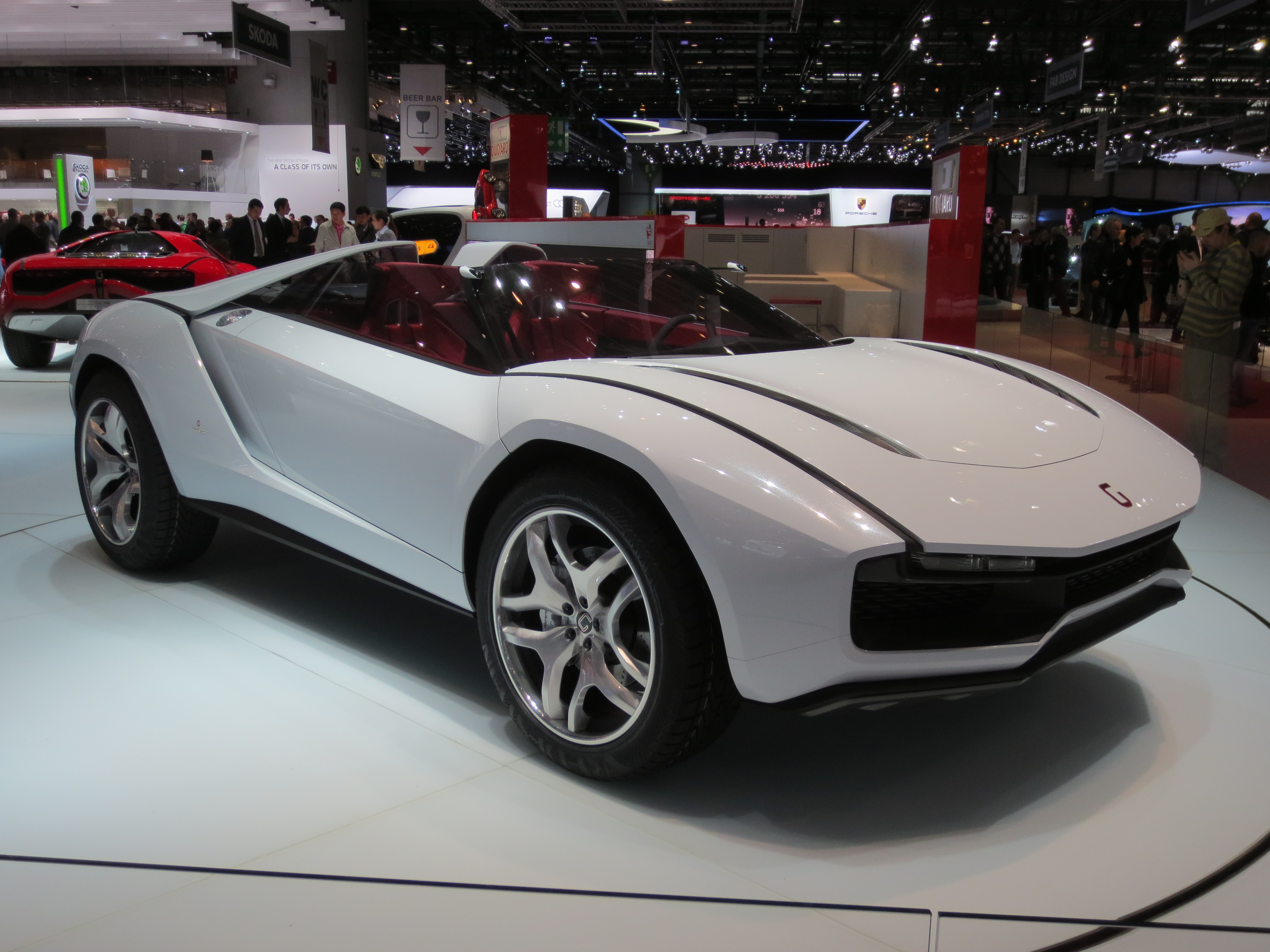
La Parcour Roadster

I tre esemplari esposti al Salone di Ginevra erano caratterizzati dalla sigla integrativa XGT ed erano così descrivibili: il primo, di colore rosso, è la concept car marciante, coupé con carrozzeria chiusa; il secondo, di colore bianco, è un modello statico in versione roadster; il terzo è ancora un modello statico in versione coupé, ma con livrea sportiveggiante che suggerisce anche la possibilità di impiego di una vettura del genere nelle competizioni. In tutti e tre i casi, si ha a che fare con un corpo vettura dalle linee tese e spigolose.

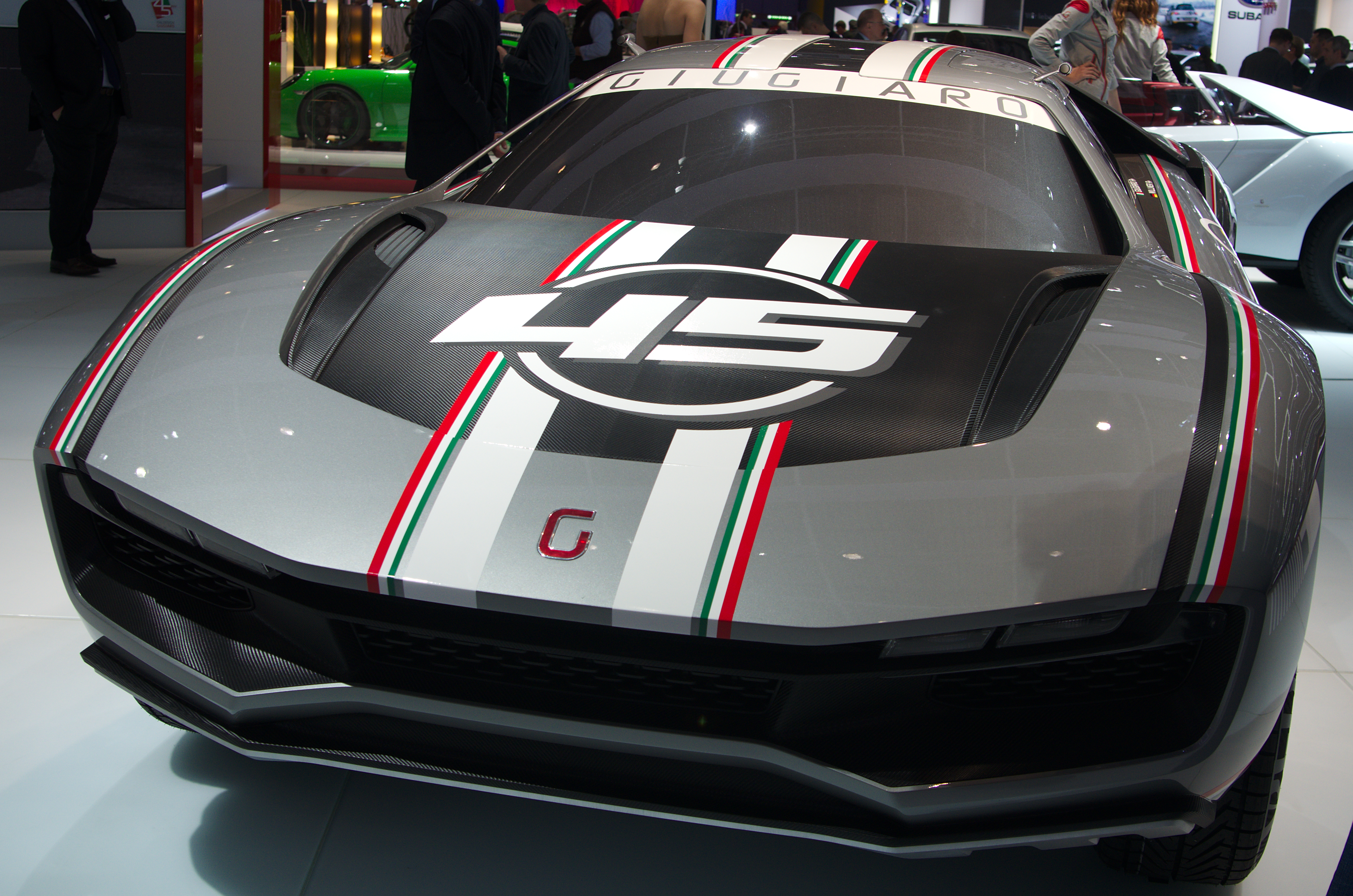
La versione in livrea sportiva

Inoltre, osservando il frontale, pare di percepire reminiscenze delle berlinette sportive degli anni settanta, per via del muso sottile ed affilato, da cui si affacciano appena i gruppi ottici circondati da una calandra nera a tutta larghezza, aspetto stilistico che ricorda ad esempio le berlinette Maserati di quegli anni (basti pensare alla Merak o alla Bora) disegnate sempre da Giorgetto Giugiaro.
La parte posteriore è caratterizzata da una cornice che racchiude la parte superiore della coda, al centro è alloggiata la terza luce degli stop a forma di G rossa, logo che caratterizza i prototipi di ricerca di Italdesign Giugiaro; ai lati la coda si allarga per alloggiare i sottili gruppi ottici a sviluppo orizzontale. Semplice e lineare il disegno del paraurti posteriore. Gli scarichi sono posizionati in alto, accanto al vano motore.
Lungo la fiancata è invece possibile notare l'assenza di specchietti retrovisori esterni, sostituiti da due telecamere posizionate sull'arco superiore delle portiere, i grandi cerchi da 22 pollici alloggiati all'interno di grandi passaruota dal taglio ottagonale e dalle portiere apribili a farfalla.
Molto sportivo anche l'abitacolo in cui possono prendere posto solo due persone: il conducente ha la possibilità di ottenere la posizione di guida ottimale mediante la regolazione elettrica di volante e pedaliera. Il cruscotto della vettura è essenziale e lineare ed abbonda l'utilizzo di alluminio e fibra di carbonio. Particolare il disegno futuristico del volante dove saltano all'occhio dei comandi per la gestione dei fari e di altre funzionalità secondarie.

## Aspetti tecnici

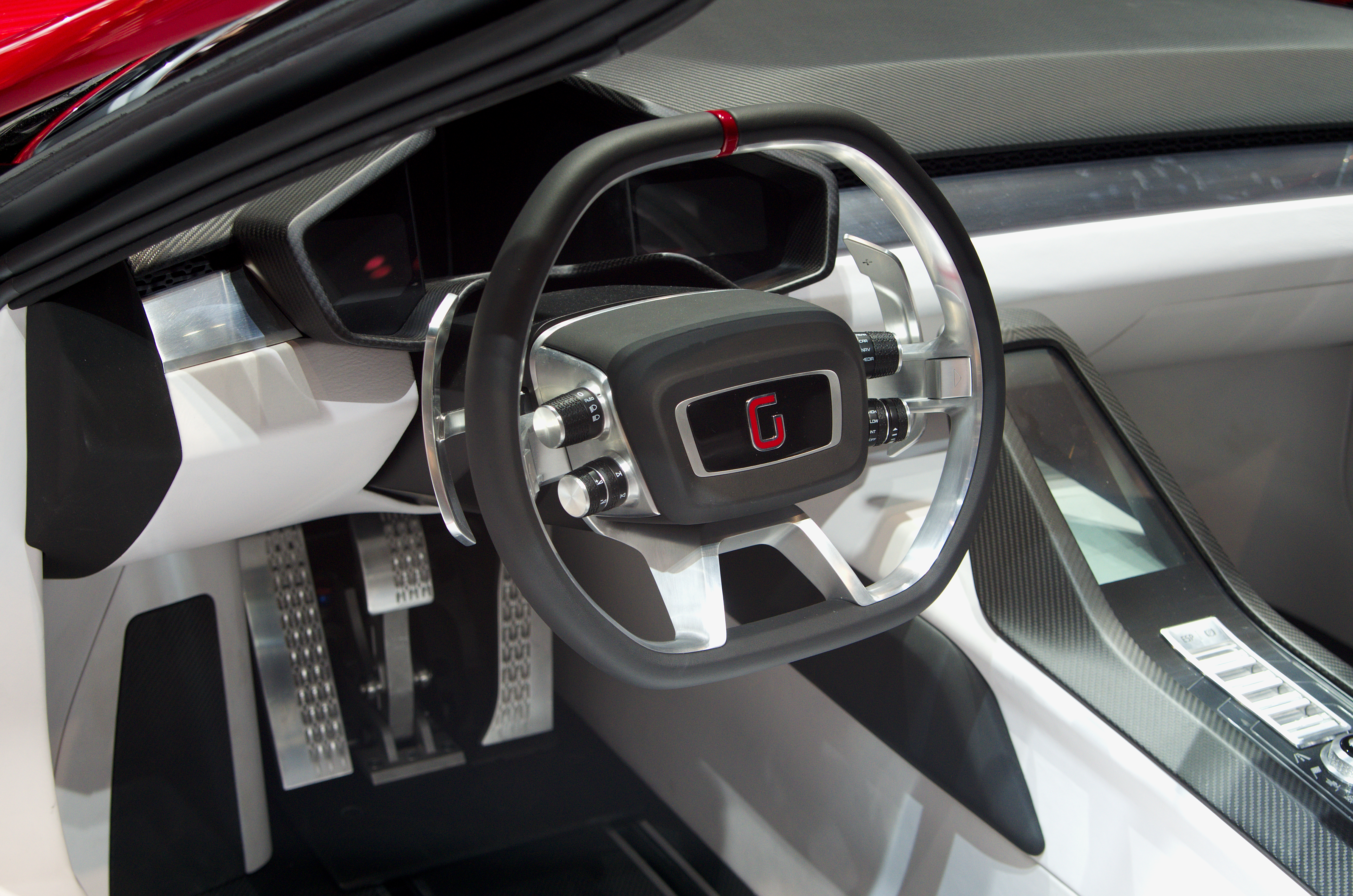
Posto guida di una Giugiaro Parcour

La Parcour ha trazione integrale abbinata al motore in posizione posteriore centrale. Si tratta di un V10 Lamborghini da 5.2 litri in grado di sviluppare 550 CV. Si tratta in pratica dello stesso motore utilizzato sulla Gallardo Balboni, un'edizione speciale della nota berlinetta emiliana, caratterizzata dal fatto di essere a trazione posteriore.
La Parcour mantiene invece la configurazione a quattro ruote motrici e dispone di un sistema in grado di variare l'altezza da terra da 210 a 330 mm. Quest'ultimo aspetto sottolinea ulteriormente la capacità della vettura di adattarsi all'ambiente circostante ed al tipo di fondo da affrontare. Con tali caratteristiche, la casa dichiara che la Parcour è in grado di accelerare da 0 a 100 km/h in appena 3.6 secondi.

## Riconoscimenti
Al termine della rassegna ginevrina, la Parcour ha conquistato il premio Best Concept.